# Tereza Marečková (režisérka)
Tereza Marečková (* 25. října 1980) je česká divadelní dramaturgyně a režisérka, zabývá se také teatrologií.
Od roku 2008 působila v divadle Masopust.

## Dílo

### Divadelní režie
- 2007 Lenka Tretiagová, Tereza Marečková: Pohádka po kapkách, Taneční studio Light, premiéra: 30. květen 2007[3]

### Dramaturgie

#### Taneční studio Light
- 2007 Lenka Tretiagová, Tereza Marečková: Pohádka po kapkách, premiéra: 30. květen 2007[3]

#### Divadelní společnost Masopust
- 2015 O hezkých věcech, které zažíváme, premiéra: 8. března 2015
- 2016 Lidový kousek, premiéra: 3. října 2016
- 2018 Antieva, premiéra: 28. září 2018

#### Dejvické divadlo
- 2018 Karel Čapek, Egon Tobiáš a kol.: Absolutno : Kabaret o konci světa,[4]

### Námět
- 2017 Divadelní společnost Masopust, Jean Genet, Bedřich Bridel, Miloslav König: Deník zloděje, režie: Miloslav König, Martin Dohnal, premiéra 12. května 2017

### Spisy
- MAREČKOVÁ, Tereza; PETÁK, Šimon. Putování krajinou mysli za Sedmi samuraji. www.i-divadlo.cz [online]. 2015-11-19 [cit. 2019-05-12]. Dostupné online.
- MAREČKOVÁ, Tereza; HONSOVÁ, Petra et. al. Henrik Ibsen, Brand - Oheň : premiéra 6. června 2010 v Prostoru Preslova 9, Praha. Praha: Transteatral, 2010. 101 s. ISBN 978-80-87299-03-6.